# ژان فیلیپ رامو
ژان فیلیپ رامو (به فرانسوی: Jean-Philippe Rameau) آهنگساز و نظریه‌پرداز فرانسوی در ۲۵ سپتامبر ۱۶۸۳ در دیژون به دنیا آمد، و در ۱۲ سپتامبر ۱۷۶۴ در پاریس درگذشت.

## زندگی

### سال‌های ۱۶۸۳–۱۷۳۲
او در سال ۱۶۸۳ در دیژون، فرانسه به دنیا آمد. او یکی از مهم‌ترین آهنگسازان و نظریه‌پردازان موسیقی فرانسوی در دوره باروک به‌شمار می‌رود. پدرش جان به عنوان نوازنده ارگ در چند کلیسای اطراف دیژون مشغول کار بود و مادرش کلودین، دختر یک محضر دار بود. این زوج یازده فرزند (پنج دختر و شش پسر) داشتند که ژان فیلیپ هفتمینِ آنها بود. ژان فیلیپ موسیقی را قبل از خواندن و نوشتن آموخت. او تحصیلات خود را در مدرسه یسوعی‌ها انجام داد. ژان فیلیپ دانش آموز خوبی نبود و کلاس را با آواز خواندن به هم می‌ریخت. اشتیاق او به اپرا از دوازده سالگی شروع شد. راو قصد داشت موسیقی دان شود و به همین خاطر پدرش او را به ایتالیا فرستاد. او مدت زمان کوتاهی را در میلان اقامت کرد. در بازگشت او به عنوان ویولونیست در یک شرکت مسافرتی و سپس نوازنده ارگ در کلیساها مشغول به کار شد. این فعالیت‌ها قبل از سفری بود که برای اولین بار به پاریس داشت. در سال ۱۷۰۶ او نخستین قطعاتش را منتشر کرد:قطعاتی برای هارپسیکورد که اولین کتابش را تشکیل می‌دهند. در سال ۱۷۰۹ او جهت به عهده گرفتن شغل پدر (نوازنده ارگ در کلیسا) به دیژون بازگشت. قرارداد کار با کلیسا شش ساله بود ولی رامو قبل از به اتمام رسیدن قرارداد آنجا را ترک کرد و مشاغل مشابهی در لیون کلرمون به عهده گرفت. در طی این مدت، او موتت‌هایی را برای اجراهای کلیسایی تصنیف کرد.. در سال ۱۷۲۲ او برای همیشه به پاریس بازگشت و در آنجا مهمترین اثرش در خصوص تئوری موسیقی را با اسم «رساله‌ای در باب هارمونی» منتشر کرد. این کتاب به سرعت او را به شهرت رساند. رامو در سال ۱۷۲۶ ادامه‌ای بر این کتاب با عنوان «سیستم جدید تئوری موسیقی» نوشت. در سال‌های ۱۷۲۴ و ۱۷۲۹(یا ۱۷۳۰) او دو مجموعه قطعه برای هارپسیکورد منتشر ساخت. او اولین تجربه‌های خود در خصوص تصنیف موسیقی برای صحنه، را زمانی انجام داد که الکسیس پیرون (درام نویس) از رامو خواست که برای نمایشنامه‌های کمیکش، که برای نمایشخانه‌های پاریس می‌نوشت، موسیقی بسازد. همکاری آنها از سال ۱۷۲۳ شروع شد و برای ۴ نمایش ادامه داشت. امروزه اثری از این موسیقی‌ها موجود نیست. علی‌رغم شهرت رامو به عنوان یک نظریه‌پرداز موسیقی، او برای پیدا کردن شغل نوازندگی ارگ در پاریس مشکلات زیادی داشت.

### زندگی شخصی
در ۲۵ فوریه ۱۷۲۶ رامو با ماری لوییس مانگو ۱۹ ساله ازدواج کرد. ماری لوییس از خانوادهٔ موسیقیدانی از لیون بود که هم خوب ساز می‌زد و هم خوب آواز می‌خواند. آنها صاحب ۴ فرزند (۲دختر و ۲ پسر) شدند و گفته شده که ازدواج خوبی داشتند.

### سال‌های ۱۷۳۳–۱۷۶۴
ژان فیلیپ رامو در آستانه ۵۰ سالگی بود که تصمیم گرفت وارد کار تصنیف و نوشتن اپرا شود، مسئله‌ای که عمده شهرت وی به عنوان آهنگساز را به دنبال داشت. وی پس از تلاش‌هایی سرانجام در سال ۱۷۳۲ از سبک تراژدی در موسیقی الهام گرفت. در سال ۱۷۳۳ Hippolyte et Aricie را در آکادمی سلطنتی موسیقی به نمایش گذاشت. این اثر بلافاصله به عنوان یکی از مهم‌ترین آثار قابل توجه اپرایی که در فرانسه بعد از مرگ ژان باپتیست لولی نمایش داده شده، شناخته شد. او ۴۰ سال اول عمر خود را در گمنامی نسبی در همان استان سپری کرد. او یک سفر کوتاه ولی مهم به میلان انجام داد و برای مدت زمانی نیز به عنوان ویولونیست در اپرای لیون مشغول به نوازندگی بود.

## برخی از آثار
- اپرای معبد شکوه
- اپرای جشنها و سرود عشق
- اپرای آه‌های عشق
- فهرست اپراها
- چندین سوئیت برای ارکستر
- چندین کنسرتو برای کلاوسن و ارکستر

## شنیدن آثار
- deezer
- youtube